# Kruszczyk połabski

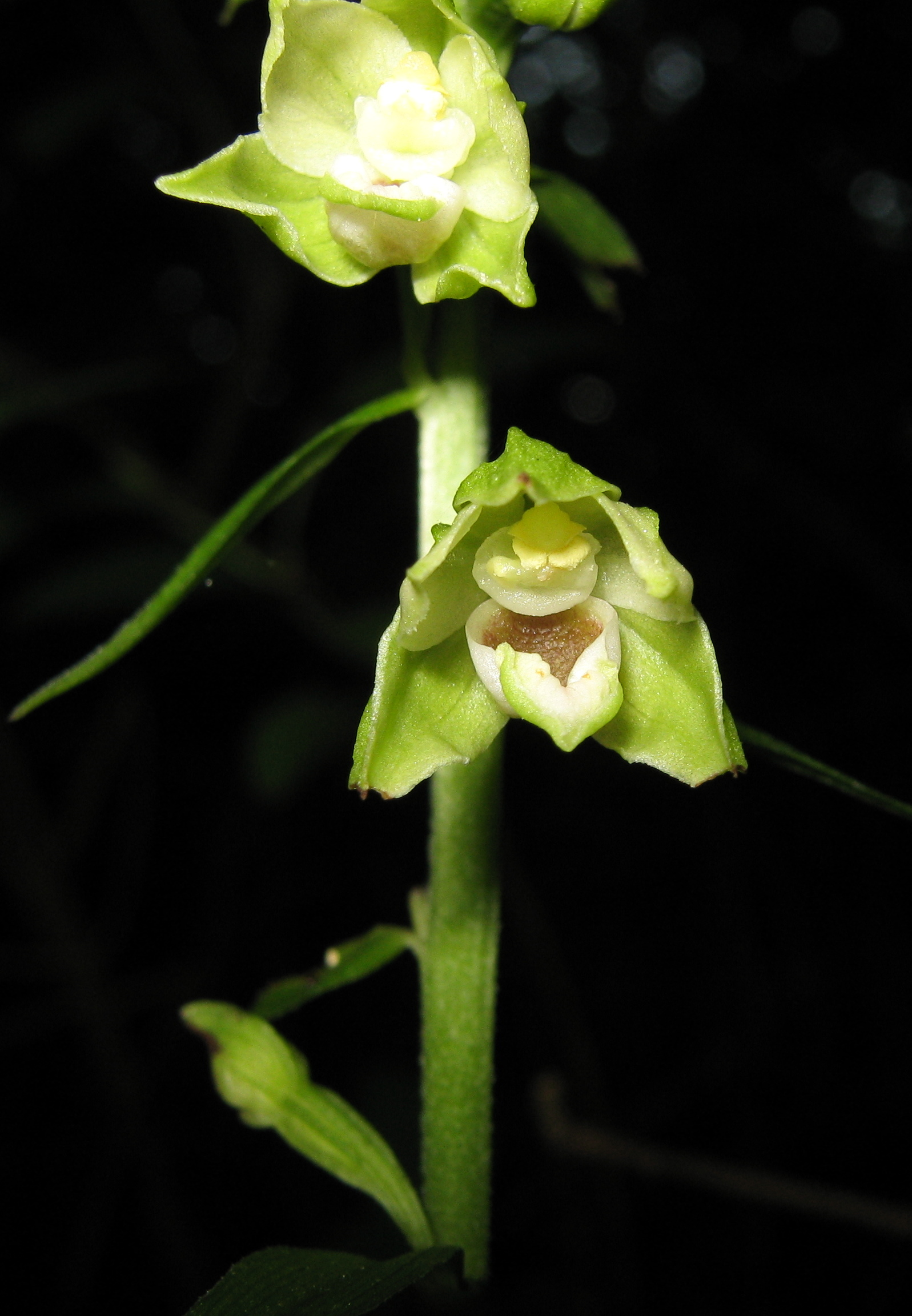
Kwiaty

Kruszczyk połabski (Epipactis albensis) – gatunek rośliny z rodziny storczykowatych (Orchidaceae).

## Rozmieszczenie geograficzne
Występuje tylko w środkowej części Europy, najliczniej na Czechach, szczególnie na Morawach i w dolinie rzeki Łaby i dolnych częściach dolin jej dopływów. Zachodnia granica zasięgu przebiega przez wschodnie obrzeża Saksonii i Brandenburgii w Niemczech, północna w Polsce przez Dolny Śląsk i południowo-zachodni koniec Lubelszczyzny, wschodnia przez zachodnią Słowację, południowa w okolicach granicy austriacko-węgierskiej. W Polsce gatunek ten został odkryty dopiero w 1988 roku. Do 2008 znaleziony został na około 30 nowych stanowiskach i jego występowanie na tych stanowiskach zostało potwierdzone. Największa grupa stanowisk znajduje się na Dolnym (10 stanowisk) i Górnym Śląsku (kilka stanowisk), pozostałe są rozproszone. W Karpatach znany jest z 7 stanowisk na Pogórzu Śląskim i Wielickim. Należy przypuszczać, że w wyniku badań terenowych odkryte zostaną w Polsce następne stanowiska.

## Morfologia
ŁodygaWzniesiona, nierozgałęziona, o wysokości 4–25 cm (wyjątkowo do 40). Pod ziemią występuje kłącze, którego długość (zwłaszcza na terenach zalewowych) może być znacznie dłuższa od nadziemnej łodygi.
LiścieŁodygowe mają szerokość do 2 cm i są dłuższe od międzywęźli. W dolnej części występują 1-3 brązowe liście łuskowate, w górnej 2-4 zielone liście właściwe.
KwiatyZebrane w kwiatostan o długości 1,5–12,5 cm na szczycie łodygi. Jest w nim zwykle 2–15 kwiatów, wyjątkowo tylko do 20. Mają kolor od białozielonego do żółtozielonego. Ich charakterystyczną cechą jest brak dzióbka na prętosłupie, co umożliwia im samozapylenie. Przysadki lancetowate, dłuższe niż kwiaty. Zewnętrzne listki okwiatu są jajowatolancetowate i krótkie, zaostrzone i mają wypukły środkowy nerw. Listki wewnętrzne są krótsze i szeokolancetowate. Warżka dwudzielna, o długości 6–9 mm i szerokości 3,5–4,5 mm.
OwocTorebka z bardzo licznymi i bardzo drobnymi nasionami

## Biologia i ekologia
RozwójBylina, geofit. Kwitnie od lipca do września i jest samopylny. Kwiaty są klejstogamiczne lub chasmogamiczne, nie ma to jednak wpływu na ilość zawiązywanych owoców. Roślina rozmnaża się nie tylko przez nasiona, ale również wegetatywnie.
SiedliskoRośnie głównie w runie cienistych lasów liściastych na niżu i pogórzu, głównie w miejscach wilgotnych. Najwyżej położone w Polsce jest stanowisko na Jasieniowej Górze (390 m) na Pogórzu Cieszyńskim. Czasami występuje na okresowo zalewanych aluwiach.
GenetykaLiczba chromosomów 2n = 40. Jest blisko spokrewniony z kruszczykiem szerokolistnym. Wyróżniono jedną odmianę – Epipactis albensis var. fibri (Scappat. & Robatsch) P.Delforge.

## Zagrożenia i ochrona
Roślina objęta w Polsce ścisłą ochroną gatunkową.
Kategorie zagrożenia gatunku:
- Kategoria zagrożenia w Polsce według Czerwonej listy roślin i grzybów Polski (2006)[9]: R (rzadki); 2016: DD (stopień zagrożenia nie może być określony)[10].

- Kategoria zagrożenia w Polsce według Polskiej Czerwonej Księgi Roślin[11]: VU (vulnerable, narażony).

Zagrożony jest głównie przez meliorację lasów, regulację hydrotechniczną brzegów rzek i intensywny wyrąb lasów.